# Tetranychus salsolae
Tetranychus salsolae är en spindeldjursart som beskrevs av Meyer 1987. Tetranychus salsolae ingår i släktet Tetranychus och familjen Tetranychidae. Inga underarter finns listade i Catalogue of Life.